# Ilyograpsus vanninii
Ilyograpsus vanninii is een krabbensoort uit de familie van de Macrophthalmidae. De wetenschappelijke naam van de soort is voor het eerst geldig gepubliceerd in 2005 door Sawada, Hosogi & K. Sakai.